# Astor (fribrottare)
Astor, tidigare Máscara de Bronce, Multibronce och Gotita de Plata, född 21 september 1998 i Pachuca de Soto, Hidalgo, är en mexikansk luchador (fribrottare). Han började 2012 att brottas i det största mexikanska förbundet, Lucha Libre AAA Worldwide. 
Máscara de Bronce brottas som en tecnico eller babyface, det vill säga en god karaktär. Han bär, som många andra mexikanska fribrottare en mask, vilket är vanligt inom Lucha libre. Hans riktiga namn är ej känt av allmänheten. 

## Karriär
Astor började sin karriär under namnet Gotita de Plata i Gimnasio del Valle, en liten arena i sin hemstad Pachuca de Soto. Där bildade han tillsammans med Rayito Del Sol laget Los Capítanes del Aire som var ett framgångsrikt lokalt. 
Han vann en match den 30 januari 2014 i Toluca tillsammans med Argenis och Dinastia mot Argos, Mini Charly Manson och Mini Psycho Clown. Den 3 april 2014 i Xalapa vann han ytterligare en 3 mot 3-match. År 2018 bytte AAA namn på honom från Gotita de Plata till Máscara de Bronce och han fick en ny mask. I juni 2020 tog hans kontrakt med Lucha Libre AAA Worldwide slut och han brottas sedan november 2020 i det Hidalgo-baserade förbundet Lucha Libre Vanguardia under namnet Multibronce.
Han blev sedan en frilansande fribrottare under namnet Multibronce. I september 2021 bytte han återigen namn till Astor, och den 29 september 2021 debuterade han för Grupo Internacional Revolución.